# حرفه‌ای (فیلم ۱۳۵۵)
حرفه‌ای فیلمی به کارگردانی و نویسندگی قدرت‌الله بزرگی محصول سال ۱۳۵۵ است.

## خلاصه داستان
جوانی که بازرس بیمه است، مأمور کشف مقداری جواهر به سرقت رفته می‌شود.

## بازیگران
- لی‌لی
- فیروز
- گریگوری مارک
- ابراهیم فخار
- صابر آتشین
- حسین ملکی
- اکبر اصفهانی
- اسداله یکتا